# Cogito ergo sum
Cogito ergo sum (фр. Je pense donc je suis — «Я усвідомлюю, отже я існую») — засадниче положення філософії Рене Декарта.
Уперше Декарт висловив його французькою в «Розмірковуваннях про метод» (1637). У «Засадах філософії» 1644 року він використав латинську форму.
Методологічне значення фрази для Декарта в тому, що існує твердження, яке є безумовно істинним. Декарт закликав до універсального сумніву. Сумніватися можна у всьому — в бутті зовнішнього світу, Бога, матерії тощо, однак суб'єкт міркування не може сумніватися у власному бутті, оскільки, якщо його немає, то хто ж тоді розмірковує?
|                                                    | Але я переконав себе, що у світі немає зовсім нічого, ні неба, ні землі, ні розумів, ні тіл. Чи слідує з цього, що я не єсьм? Ні. Якщо я переконав себе в чомусь (чи, взагалі, подумав, про будь-що), то я неодмінно єсьм. Втім, хай є шахрай надзвичайної сили й хитрості, який свідомо й постійно мене обдурює. І в тому разі, я безумовно єсьм, якщо він дурить мене, хай собі дурить, скільки може, він ніколи не зможе стверджувати, що я ніщо, якщо я думаю, що я є щось. Тож, обміркувавши все ретельно, я повинен нарешті завершити таким судженням: Я єсьм, я існую неодмінно істинне, якщо воно висловлене, або сформульоване в моїй думці. (AT VII 25; CSM II 16—17) Оригінальний текст (лат.) Sed mihi persuasi nihil plane esse in mundo, nullum coelum, nullam terram, nullas mentes, nulla corpora; nonne igitur etiam me non esse? Imo certe ego eram, si quid mihi persuasi. Sed est deceptor nescio quis, summe potens, summe callidus, qui de industriâ me semper fallit. Haud dubie igitur ego etiam sum, si me fallit; & fallat quantum potest, nunquam tamen efficiet, ut nihil sim quamdiu me aliquid esse cogitabo. Adeo ut, omnibus satis superque pensitatis, denique statuendum sit hoc pronuntiatum, Ego sum, ego existo, quoties a me profertur, vel mente concipitur, necessario esse verum. |
| — Р. Декарт, Meditationes de prima philosophia, II | |

Декарт першим із значних філософів почав використовувати термін свідомість. Принцип cogito ergo sum стверджує, що свідомість безумовно існує, втім Декарт був дуалістом на відміну, наприклад, від Берклі, і крім світу думок (res cogitans), визнавав існування також світу речей протяжних (res extensa), тобто матеріального світу.
«Інкогніто ерго сум» можна перекласти як «Існую, бо нікому невідомий».

## Виноски
1. ↑  Кант, І. Критика чистого розуму / Імануїл Кант ; пер. з нім. І. Бурковського. — К. : Юніверс, 2000. — С. 108. — 504 с. — ISBN 966-7305-32-5.
2. ↑  Discourse On the Method [Архівовано 11 жовтня 2004 у Wayback Machine.](англ.) у Проекті Гутенберг